# Acronicta andalusica
Acronicta andalusica là một loài bướm đêm trong họ Noctuidae.